# Дзюдомастер
Дзюдомастер (англ. Judomaster) — прозвище, используемое несколькими супергероями, появляющимися в американских комиксах издательства DC Comics.
Хэдли "Рип" Джаггер Дзюдомастер появляется в телесериале «Миротворец» в исполнении Нюта Ле. 

## Создание
Создатель Фрэнк Маклафлин так объяснил создание персонажа: «Я разрабатывал персонажа Дзюдомастера и очень хотел уйти из Charlton, чтобы работать исключительно фрилансером. Чарли Сантанджело в то время возглавлял Charlton. Мы с ним занимались дзюдо в одном и том же додзё, так что его интерес к моему персонажу был не просто мимолётным… Вновь согласившись дать мне второй шанс и опубликовать Дзюдомастера, и вот тогда-то всё и началось».

## Биографии персонажей

### Рип Джаггер
Хэдли «Рип» Джаггер (англ. Hadley "Rip" Jagger), сержант армии США во время Второй мировой войны. Он спас дочь вождя с тихоокеанского острова, а взамен его обучили боевому искусству дзюдо. В детстве у него был приятель по имени Тигр, который позже, став взрослым, стал инструктором Ночной Тени по боевым искусствам.

Judomaster #98, художник — Фрэнк Маклафлин.

Комиксы про Дзюдомастера выходили с выпуска #89 по #98, с июня 1966 года по декабрь 1967 года. Это было переименование комикса Gunmaster, который сам по себе был переименованием комикса Six-Gun Heroes.

Вместе с большинством персонажей-супергероев Charlton Comics права на Дзюдомастера были проданы DC Comics, и Judomaster стал членом Звёздного Эскадрона. Тигр был переосмыслен как злодей Аватар в мини-серии L.A.W. издательства DC Comics, в котором вновь появились персонажи Charlton, приобретённые DC. В той же серии показано, что Дзюдомастер некоторое время жил в вымышленном городе Нанда-Парбат и не старел там из-за изменённого течения времени.
Во время сюжетной линии Бесконечный Кризис Дзюдомастера убил Бейн.

### Андреас Хавок

Дзюдомастер, изображённый на странице комикса Justice League Quarterly #14 (март 1994).
Художник — Майк Коллинз.

Андреас Хавок (англ. Andreas Havoc), враг Громовержца, вызвал его на бой, чувствуя, что тот украл его законное положение «Ваджры». Синий Жук, Капитан Атом и Ночная Тень помогали Громовержцу бороться с Хавоком на экстрасенсорном уровне, в то время как новый Дзюдомастер помогал спасать героев в физическом мире.
Позже он появился на поминальной службе по жителям Стар-Сити.

### Томас Джаггер
Томас Джаггер (англ. Thomas Jagger) — сын Рипа Джаггера и агент Шах и мата, который также действовал как двойной агент в «Кобре». Когда Шах и мат оказываются вовлечёнными в выборы Санта-Приски, он вступает в схватку с Бейном и побеждает его. В Шах и мате Джаггер выступал в качестве рыцаря Белого короля под руководством Алана Скотта и Мистера Террифика. В дополнение к боевым искусствам и боевой подготовке, Джаггер также является высококвалифицированным мастером маскировки.

### Соня Сато
Женская версия Дзюдомастера, Соня Сато (англ. Sonia Sato), была представлена в серии Birds of Prey как член Хищных птиц, которая может создавать «поле отвращения», защищающее её от атак, направленных конкретно на неё. Кроме того, она состояла в отношениях с Ущербом до тех пор, пока его не убила Джин Лоринг, и позже он воскрес в качестве Чёрного Фонаря.

## Другие версии
- Неизвестная женская версия Дзюдомастера появляется в комиксе Kingdom Come в качестве члена Батальона правосудия Магога.
- Неопознанный вариант Дзюдомастера из альтернативной вселенной, визуально основанный на Рипе Джаггере, с Земли-4 появляется в качестве камео в комиксах 52.[12][13]
- Вариант Сони Сато из альтернативной вселенной с Земли-2 появляется в Earth 2 #9. Эта версия является представителем Японии в Мировой армии.[14]

## Вне комиксов

### Телевидение
- Соня Сато появляется в эпизоде сериала «Старгёрл» «Летняя школа: Глава десятая», где её роль исполнила Кристен Ли. Эта версия является жительницей Блю-Вэлли, которая владеет кофейней.
- Неопознанный Дзюдомастер появляется в сериале «Миротворец», где его роль исполняет Нют Ле.[15] Эта версия является телохранителем сенатора США Ройланда Гоффа и союзником инопланетных паразитов Бабочек.

### Кино
Рип Джаггер появляется в мультфильме «Бэтмен: Душа дракона», где его озвучивает Крис Кокс. Эта версия является учеником О-сенсея и членом культа «Кобра». Он убивает Джейд, чтобы освободить Наги из его измерения, пока его не убивают его демонические слуги.

### Видеоигры
Воплощение Дзюдомастера Сони Сато появляется в качестве призываемого персонажа в Scribblenauts Unmasked: A DC Comics Adventure.